# Tanel Padar
Tanel Padar (* 27. Oktober 1980 in Haljala, Estnische SSR) ist ein estnischer Sänger. Er ist Gründer und Bandmitglied von The Sun. 

## Werdegang
Er wurde 1999 durch seinen Sieg bei der Castingshow Kaks takti ette bekannt. 2001 gewann er für Estland zusammen mit Dave Benton und der Band 2XL zunächst bei der estnische Vorentscheidung und danach beim  Eurovision Song Contest. 2003 gründete Padar die Gruppe The Sun, die zu einer populären Band in Estland wurde.

## Privatleben
Tanel Padar spielte bereits als Kind Klarinette und Saxophon und sang im Kirchen-, Kinder- und Knabenchor. Außerdem tanzte er in einer Volkstanzgruppe. Von 2003 bis 2007 war er mit dem ehemaligen Model Katarina Kalda verheiratet. Seit Juni 2023 ist er mit Lauren Villmann verheiratet.
Auch seine Schwester Gerli ist in Estland eine erfolgreiche Sängerin; sie trat 2007 beim Eurovision Song Contest für Estland an.